# Edgar Winter
Edgar Holland Winter (28 de dezembro de 1946) é um multi-instrumentista americano, trabalhando como vocalista, além de tocar teclado, saxofone e percussão. Seu sucesso atingiu o pico na década de 1970 com sua banda Edgar Winter Group e suas canções populares "Frankenstein" e "Free Ride". Ele é irmão do cantor e guitarrista de blues Johnny Winter, já morto. Seu disco solo Brother Johnny, um tributo ao irmão, foi eleito como o 19º melhor álbum de guitarra de 2022 por leitores da Guitar World.

## Primeiros anos
Winter nasceu, filho de John Winter II e Edwina Winter, em 28 de dezembro de 1946, em Beaumont, Texas. Tanto ele quanto seu irmão mais velho, Johnny, nasceram com albinismo. Quando ele deixou a casa da família, Winter já dominava vários instrumentos, além de ler e escrever músicas.

## Vida pessoal
Winter e sua esposa, Monique, moram em Beverly Hills, Califórnia. O casal não tem filhos. Winter declarou em uma entrevista: "Posso ver como isso seria uma coisa maravilhosa e gratificante, mas acho que há pessoas suficientes no mundo" e que "poderia ter sido mais problemático se eu tivesse filhos com uma carreira e tudo isso. Eu faço turnês o tempo todo. Se eu tivesse filhos, gostaria de estar em casa o tempo todo".